# Ricardo Saúl Monreal
Ricardo Saúl Monreal Morales (Zacatecas, México; 10 de febrero de 2001) es un futbolista mexicano. Juega de delantero y su equipo actual es el Club Necaxa de la Liga MX.

## Trayectoria
Nacido en Zacatecas, Monreal se formó como jugador en las inferiores del Atlas FC y los Alebrijes de Oaxaca, en este último club debutó a los 16 años en la Copa MX.
Para el Apertura 2018, Monreal se incorporó al Club Necaxa y debutó en la Liga MX el 23 de febrero de 2019 ante los Xolos de Tijuana.
En junio de 2020 regresó a Oaxaca a préstamo, y en junio de 2021 fue cedido al Pumas Tabasco por toda la temporada.

## Selección nacional
Disputó dos encuentros y anotó un gol en la selección sub-18 de México.

## Estadísticas
Actualizado al último partido disputado el 4 de febrero de 2024.
| Club                         | Div.          | Temporada     | Liga  | Liga  | Copas nacionales | Copas nacionales | Copas internacionales | Copas internacionales | Total | Total |
| Club                         | Div.          | Temporada     | Part. | Goles | Part.            | Goles            | Part.                 | Goles                 | Part. | Goles |
| ---------------------------- | ------------- | ------------- | ----- | ----- | ---------------- | ---------------- | --------------------- | --------------------- | ----- | ----- |
| Alebrijes de Oaxaca · México | 2.ª           | 2017-18       | 7     | 1     | 3                | 0                | —                     | —                     | 10    | 1     |
| Alebrijes de Oaxaca · México | 2.ª           | 2020-21       | 30    | 5     | 0                | 0                | —                     | —                     | 30    | 5     |
| Alebrijes de Oaxaca · México | Total club    | Total club    | 37    | 6     | 3                | 0                | 0                     | 0                     | 40    | 6     |
| Necaxa · México              | 1.ª           | 2018-19       | 2     | 0     | 2                | 1                | —                     | —                     | 4     | 1     |
| Necaxa · México              | 1.ª           | 2022-23       | 26    | 2     | 3                | 0                | —                     | —                     | 29    | 2     |
| Necaxa · México              | 1.ª           | 2023-24       | 14    | 3     | —                | —                | —                     | —                     | 14    | 3     |
| Necaxa · México              | Total club    | Total club    | 42    | 5     | 5                | 1                | 0                     | 0                     | 47    | 6     |
| Pumas Tabasco · México       | 2.ª           | 2021-22       | 26    | 2     | —                | —                | —                     | —                     | 26    | 2     |
| Pumas Tabasco · México       | Total club    | Total club    | 26    | 2     | 0                | 0                | 0                     | 0                     | 26    | 2     |
| Total carrera                | Total carrera | Total carrera | 105   | 13    | 8                | 1                | 0                     | 0                     | 113   | 14    |